# Rhododon
Rhododon  é um gênero botânico da família Lamiaceae

## Espécies
- Rhododon angulatus
- Rhododon ciliatus